# Aldo Vidussoni
Aldo Vidussoni (Fogliano Redipuglia, 21 gennaio 1914 – Cagliari, 30 novembre 1982) è stato un politico e militare italiano.
Fu segretario del Partito nazionale fascista e medaglia d'oro al valor militare.

## Biografia

Aldo Vidussoni insieme al comandante Enzo Grossi

Studente all'Università di Trieste, nel 1935 frequentò a Bra il corso per allievi ufficiali di complemento diventando sottotenente di artiglieria; nel maggio del 1936 dopo la laurea in Scienze economiche e commerciali (inizialmente aveva scelto gli studi di legge) si iscrive al Partito nazionale fascista e nell'ottobre dello stesso anno entrò nella Milizia Volontaria per la Sicurezza Nazionale nella 121ª legione. Partecipa come volontario alla guerra d'Etiopia e, l'anno seguente, alla guerra civile spagnola. Mutilato ad un occhio e ad un braccio nella battaglia di Santander, nel 1937 è decorato di Medaglia d'oro al valor militare.
Segretario del GUF (Gruppo Universitario Fascista) di Trieste nel 1938, ispettore dei GUF presso la federazione di Enna dall'agosto del 1940 al novembre del 1941 e segretario nazionale dei GUF dal novembre al dicembre del 1941.

### Segretario del PNF
Il 26 dicembre dello stesso anno è nominato, a soli 27 anni ed inaspettatamente, segretario nazionale del PNF al posto di Adelchi Serena; tale nomina comportava inoltre l'assunzione del rango di Ministro Segretario di Stato.

Vidussoni in Sicilia visita la scuola di Santa Venerina

Il Duce lo scelse perché sapeva che, dopo un anno e mezzo di guerra infruttuosa, i più accesi sostenitori del regime erano proprio i giovani: i fascisti della vecchia guardia (Bottai, Grandi e Serena solo per citarne tre) erano ormai diventati critici non solo verso la conduzione del conflitto ma anche con l'operato del governo. Divenne quindi consigliere nazionale della Camera dei Fasci e delle Corporazioni.
In generale Vidussoni non ebbe buoni rapporti con gli altri gerarchi: dai diari di Ciano leggiamo che "Bottai, Russo, Host Venturi si sono dati d'attorno per dire che è un fesso", mentre lo stesso conte scriverà il 5 gennaio 1942:
"Viene a vedermi Vidussoni. Dopo aver parlato di piccole questioni contingenti, fa alcuni cenni politici e dichiara truci propositi contro gli sloveni. Li vuole ammazzare tutti. Mi permetto osservare che sono un milione. Non importa - risponde deciso - bisogna fare come gli Ascari e sterminarli tutti. Io spero che si calmi. Adesso il motto del partito dicono non sia più "Libro e Moschetto" bensì "Libro e maschietto".
La scarsa esperienza e le feroci critiche che gli sono riservate, unitamente al precipitare della situazione politica, portano Mussolini prima ad affiancarlo con un direttorio e poi a sostituirlo con Carlo Scorza nell'aprile del 1943: il pretesto della sostituzione fu la mancata repressione degli scioperi del mese precedente. Dopo l'armistizio di Cassibile aderisce alla Repubblica sociale italiana e diventa membro del direttivo del Partito Fascista Repubblicano. In quegli anni presiede l'Associazione nazionale del "Nastro Azzurro" che riunisce i combattenti decorati di Medaglia d'oro.

### Nel dopoguerra
Al termine della guerra, condannato a 14 anni dalla corte d'assise, è amnistiato nel gennaio 1947.
Nel dopoguerra risiede per molti anni a Verona dove, non venendo coinvolto in nessuna inchiesta giudiziaria per il suo passato da gerarca, può lavorare come impiegato presso una compagnia di assicurazioni. Si trasferisce poi a Cagliari, città in cui muore nel 1982 all'età di 68 anni a causa di una crisi cardiaca.